# Tetiana Pylyptjuk
Tetiana Pylyptjuk (ukrainska: Тетяна Пилипчук), född 10 februari 2004 i Kremenets, är en ukrainsk backhoppare. Hon debuterade i världscupen i december 2020 i Ramsau am Dachstein, men tog sig för första gången in i finalomgången i Oberhof, Tyskland den 12 mars 2022.
Pylyptjuk deltog också i Världsmästerskapen i nordisk skidsport 2021 i Oberstdorf.